# Exeterpunt
Het exeterpunt is een driehoekscentrum, het heeft kimberlingnummer X(22). Het is het perspectiviteitscentrum van de om-ceva-driehoek van het zwaartepunt en de antivoetpuntsdriehoek van het middelpunt van de omgeschreven cirkel. De naam verwijst naar het feit dat een belangrijke eigenschap van dit punt, namelijk dat het op de rechte van Euler ligt, in 1986 tijdens een workshop over computergebruik op de Pillips Exeter Academy is ontdekt.
De barycentrische coördinaten van het punt zijn
{\displaystyle (\ a^{2}(-a^{4}+b^{4}+c^{4}):b^{2}(a^{4}-b^{4}+c^{4}):c^{2}(a^{4}+b^{4}-c^{4})\ )}